# Fondation politique (droit allemand)
 (juin 2023).
Si vous disposez d'ouvrages ou d'articles de référence ou si vous connaissez des sites web de qualité traitant du thème abordé ici, merci de compléter l'article en donnant les références utiles à sa vérifiabilité et en les liant à la section « Notes et références ».
 (juin 2023).
La mise en forme du texte ne suit pas les recommandations de Wikipédia : il faut le « wikifier ».
Les points d'amélioration suivants sont les cas les plus fréquents :
- Les titres sont pré-formatés par le logiciel. Ils ne sont ni en capitales, ni en gras.
- Le texte ne doit pas être écrit en capitales (les noms de famille non plus), ni en gras, ni en italique, ni en « petit »…
- Le gras n'est utilisé que pour surligner le titre de l'article dans l'introduction, une seule fois.
- L'italique est rarement utilisé : mots en langue étrangère, titres d'œuvres, noms de bateaux, etc.
- Les citations ne sont pas en italique mais en corps de texte normal. Elles sont entourées par des guillemets français : « et ».
- Les listes à puces sont à éviter, des paragraphes rédigés étant largement préférés. Les tableaux sont à réserver à la présentation de données structurées (résultats, etc.).
- Les appels de note de bas de page (petits chiffres en exposant, introduits par l'outil «  Source ») sont à placer entre la fin de phrase et le point final[comme ça].
- Les liens internes (vers d'autres articles de Wikipédia) sont à choisir avec parcimonie. Créez des liens vers des articles approfondissant le sujet. Les termes génériques sans rapport avec le sujet sont à éviter, ainsi que les répétitions de liens vers un même terme.
- Les liens externes sont à placer uniquement dans une section « Liens externes », à la fin de l'article. Ces liens sont à choisir avec parcimonie suivant les règles définies. Si un lien sert de source à l'article, son insertion dans le texte est à faire par les notes de bas de page.
- La présentation des références doit suivre les conventions bibliographiques. Il est recommandé d'utiliser les modèles {{Ouvrage}}, {{Chapitre}}, {{Article}}, {{Lien web}} et/ou {{Bibliographie}}. Le mode d'édition visuel peut mettre en forme automatiquement les références.
- Insérer une infobox (cadre d'informations à droite) n'est pas obligatoire pour parachever la mise en page.

Pour une aide détaillée, merci de consulter Aide:Wikification.
Si vous pensez que ces points ont été résolus, vous pouvez retirer ce bandeau et améliorer la mise en forme d'un autre article.
Pour les articles homonymes, voir Fondation.
Une fondation est un organisme de mécénat créé par un ou plusieurs donateurs, issus du secteur privé, au service d'une cause d'intérêt général et à but non lucratif. Ainsi, la fondation agit pour des bénéficiaires (de) en mettant à disposition des biens, des droits et des ressources pour la réalisation d'un projet d'utilité publique. Il existe plusieurs types de fondations selon la mission visée, la nature du fondateur et les moyens disponibles.
Faire abriter sa fondation permet de bénéficier de l'expertise, du soutien et des avantages fiscaux de la fondation abritante dont elle dépend juridiquement.
Selon les pays, les caractéristiques d’une fondation, notamment juridique, peuvent être différentes.

## Le modèle singulier des fondations politiques allemandes
Selon le rapport sur “Les Fondations démocratiques à vocation politique en France : rapport au Premier ministre” par Jacques Oudin, datant de 1997, il convient de s’intéresser particulièrement au modèle allemand en termes de fondation. Créées parfois depuis de nombreuses années, précisément pour consolider les valeurs démocratiques à l’intérieur d'un pays comme l’Allemagne, elles ont rapidement développé une capacité exportatrice. » C'est d'ailleurs un modèle singulier de la politique allemande.
A l’instar des fondations française et américaine, les fondations allemandes doivent se voir affecter un patrimoine et une reconnaissance par l’Etat de sa création.
La fondation juridiquement responsable selon le droit civil est régie par les articles 80 et suivants du Code civil allemand. L’alinéa 2 de cet article ne mentionne aucun montant minimum pour la formation des fondations.
En pratique, les autorités administratives des Etats exigent  que les fondations aient un capital de dotation d'au moins 25 000 euros. À noter que seuls les actifs générant des revenus sont comptabilisés[réf. nécessaire].

### Les fondations politiques en Allemagne s'insèrent dans un paysage diversifié
Fondation de droit public : les fondations de droit public sont créées par l'État par une loi ou une ordonnance. Ces fondations ne possèdent que des actifs corporels (immobilier, œuvres d'art, actions médiatiques, biens authentiques) et ne génèrent aucun revenu. Elles dépendent exclusivement de sommes versées par l’Etat afin de gérer des biens publics. (musée, université…)
Fondation non constituée en société :  une fondation non constituée en société , également connue sous le nom de fondation dépendante, fiduciaire, établie par un contrat entre le fondateur et le fiduciaire (sponsor). Le fondateur transfère les actifs de la fondation au fiduciaire, qui les gère séparément de ses propres actifs. (Modèle du trust anglo-saxon) Les avantages d'une fondation fiduciaire résident dans une prise de décision simplifiée, une l'administration souple et des coûts de gérance réduits.
Fondations d'église : Les fondations ecclésiales sont créées par l’Eglise, elles ont pour mission de réaliser des actes de fonctions de l’institution ainsi que la promotion du culte au travers de l’organisation d’évènements.
Fondations familiales : Les fondations familiales sont des fondations dotées de la capacité juridique de droit civil qui servent exclusivement ou majoritairement le bien-être des membres d'une ou plusieurs familles.
Fondations privées : les fondations d'utilité publique sont le lien entre la fondation sans but lucratif et la fondation familiale. Par exemple, si un entrepreneur souhaite créer une fondation sociale pour les membres de son entreprise, il ne peut pas le faire sous la forme d'une fondation caritative, car le statut caritatif requiert le soutien du grand public et non d'un groupe limité de personnes. La fondation d'utilité publique n'est pas fiscalement avantageuse.
Fondations d'entreprise : Les fondations liées à une entreprise sont celles qui détiennent des actions dans des entreprises ou exploitent elles-mêmes une entreprise. En Allemagne ce système est largement répandu. A titre d’exemple, en France l’entreprise Pierre Fabre a recours à ce type de montage.
Fondation Politique : les fondations politiques allemandes « politische Stiftungen » ont la particularité d’être financées par des fonds publics allemands. Elles ont pour missions « l’éducation politique » des citoyens allemand « politische Bildung ».

### 7 fondations reconnues comme «politische Stiftungen»
| Fondations                       | Parti rattaché et date de création |
| -------------------------------- | --- |
| Friedrich-Ebert-Stiftung         | Proche du Parti social-démocrate (SPD), créée en 1925, interdite en 1933 et réactivée dès 1945                                                                                            |
| Konrad-Adenauer-Stiftung         | Proche de l’Union chrétienne-démocrate (CDU), née en 1964 de la fusion de deux instituts créés en 1955 et en 1962                                                                         |
| Friedrich-Naumann-Stiftung       | Proche du Parti libéral démocrate (FDP), créée en 1958 |
| Hanns-Seidel-Stiftung (en)       | Proche de l’Union chrétienne sociale (CSU), créée en 1967 |
| Heinrich-Böll-Stiftung           | Proche des Verts (Bündnis 90/Die Grünen), créée en 1997 à partir de trois organisations financées depuis 1989                                                                             |
| Rosa-Luxemburg-Stiftung          | Proche à l’origine du Parti du socialisme démocratique (PDS) et désormais du parti de gauche (Die Linke), officiellement reconnue en 1999                                                 |
| Desiderius Erasmus Stiftung (de) | Fondée en 2017, elle n’a, du fait de la très récente arrivée au Bundestag du parti dont elle est proche (l’AfD, extrême droite), pas encore reçu de financements du gouvernement fédéral. |

Ces fondations n’ont pas d’autonomie financière. Bien que officiellement indépendantes, elles restent très proches de « leurs » partis politiques. Ainsi d’après l’ouvrage "Les fondations politiques allemandes en Europe centrale", de nombreux liens entre ces fondations et les organes politiques tant sur le plan personnel que idéologique, existent. En effet, des personnalités politiques siègent aux conseils d’administration des fondations et les membres du Bundestag  ou responsables de partis sont régulièrement conviés à des évènements organisés par ces dernières.
Les fondations politiques allemands : Konrad Adenauer (CDU), Friedrich Ebert (SPD), Friedrich Naumann (FDP), Hanns Seidel (CSU), Heinrich Böll (Bündnis 90 / Grünen) sont, depuis la fin de la Seconde Guerre mondiale, des acteurs particuliers des relations internationales. Ni tout à fait acteur étatique, ni non plus tout à fait acteur non-étatique, elles se situent à l'intersection entre des dynamiques nationales et des dynamiques partisanes transnationales, développant leurs activités à un double niveau, étatique et civique, de part et d'autre des frontières. Environ la moitié du budget de chaque fondation est consacrée à leurs bureaux à l’étranger.
Ces fondations politiques se sont développées dans le contexte de la démocratisation de l'Allemagne de l'Ouest de l'après-guerre et de l'autonomisation progressive de sa politique étrangère. La souveraineté limitée dont jouissait la République fédérale pendant la Guerre froide ayant en effet conduit ses dirigeants à s'appuyer sur des instruments nouveaux pour promouvoir la politique extérieure ouest-allemande.

## Financement
En 2017, les fondations affiliées aux différents partis CDU, SPD, CSU, FDP, Gauche et Verts ont reçu de l'État des subventions d'un montant total de 581,4 millions d'euros atteignant un montant supérieur de 27 millions d'euros à celui de l'année précédente. Dans l'ensemble, le financement des fondations affiliées à des partis a augmenté de 30 % depuis 2012. Depuis 2007, il a augmenté de 70 %.
L'importance de ce financement provoque des critiques. Ainsi, Reiner Holznagel, président de l'Association des contribuables rappelait en 2018 que le financement des fondations est trois fois plus élevé que le financement par l'État des partis politiques (alors de 161,8 millions d'euros).
La Fondation Friedrich-Ebert, proche du SPD, a collecté 170,7 millions d'euros en 2017, 167,1 millions d'euros sont allés à la Fondation Konrad-Adenauer de la CDU. Viennent ensuite la Fondation Rosa Luxemburg (Die Linke, 64,1 millions), la Fondation Heinrich Böll (Verts, 63,6 millions), la Fondation Hanns Seidel (CSU, 58,4 millions) et la Fondation Friedrich-Naumann pour la liberté (FDP, 57,6 millions).
Michael Koß de l'association anti-corruption Transparency International se montre également critique. Au vu des chiffres, il appelle à une loi sur les fondations, pour que celles-ci soitent contraintes de fournir des comptes détaillés « afin de rendre le financement plus transparent et compréhensible pour chaque citoyen ».

## Controverses
De par leurs structures et financements, ces fondations politiques sont évidemment alignés sur les intérêts du gouvernement fédéral Allemand. Et sont devenues de véritables instruments de politique étrangère, de diplomatie et d’influence.
L’École de Guerre Économique, un établissement d'enseignement supérieur français, fondé en 1997 et spécialisé dans l'intelligence économique publie en mai 2021 le dossier « J’attaque !» intitulé Comment l’Allemagne tente d’affaiblir durablement la France sur la question de l’énergie. Il à pour but de " formaliser une grille de lecture intégrant tous les paramètres sur le cheminement stratégique de l’Allemagne (contradictions politiques, pression extérieures […] jeux d’influence au niveau de l’Union Européenne, etc.). "
Le rapport dénonce ouvertement les pratiques de ces fondations qui s'apparentent très fortement à de l'ingérence étrangère, en pénétrant le débat publique Français. Et comment l'Allemagne à plusieurs reprises fait usage de celle-ci afin de notamment, déstabiliser la filiale du nucléaire Français et sa compétitivité énergétique.
L'Allemagne ayant fait le choix de quitter le nucléaire, il devenait inconcevable pour Berlin de laisser la France disposer d'une énergie aussi peu chère et abondante. C'est ce que détaille le rapport d'alerte de l'EGE publié en juin 2023 sur le sujet.